# Pardaliscopsis tenuipalpa
Pardaliscopsis tenuipalpa is een vlokreeftensoort uit de familie van de Pardaliscidae. De wetenschappelijke naam van de soort is voor het eerst geldig gepubliceerd in 1911 door Chevreux.